# أمين وردك
أمين وردك (مواليد 1951) هو من قادة المجاهدين الأفغان، حارب في الغالب ضد النظام الشيوعي الأفغاني والغزاة السوفييت في منطقته الأصلية في مقاطعة وردك خلال الحرب السوفيتية الأفغانية في الثمانينيات. ومع ذلك، فقد امتد نطاق أعماله العسكرية حتى محافظتي غزنة وكابل، وتفاقم نفوذه السياسي وعلاقاته مع مجموعات المجاهدين الأخرى.

## فترة المقاومة
انضم أمين إلى محاز ملي من جيلاني. كقائد نشط بشكل خاص، هاجم أهدافًا سوفيتية وحكومية حتى غزني وكابل، بعيدًا عن الأراضي التقليدية لعشيرته. تسبب هذا في توترات مع الزعماء التقليديين لعشائر أخرى من قبيلة وردك. ناشدت هذه العشائر الأخرى بير جيلاني بالتدخل لصالحها. ضغط البير على أمين وردك ليوقف عملياته بعيدة المدى وقلل من تسليمات أسلحته. نتيجة لذلك، تحول أمين إلى الحزب الإسلامي خالص في عام 1987، أو أوائل عام 1988، حيث كان خالص أكثر استعدادًا لتزويده بالسلاح. يوضح أمين وردك في مذكراته؛ أن تحوله إلى فصيل خالص لم يؤد إلى أي تحسن في إمداد الأسلحة. كتب أمين وردك أن كل مخزون أسلحته تقريبًا قد أخذ من العدو أثناء القتال.

## فترة ما بعد الاتحاد السوفيتي
في أواخر الثمانينيات، عندما أصبح الانسحاب السوفييتي حتميًا، كان أمين وردك بمبادرة مما كان يسمى مجلس القادة. وقد أيده بشدة في هذا الغرض صديقه المقرب القائد عبد الحق. وبالتحديد، شارك قادة مجاهدون مهمون في هذه العملية، مثل جلال الدين حقاني، وزعيم الهزارة سيد ججلان، وقاري بابا، وأحمد شاه مسعود، وما إلى ذلك حتى 300 قائد رئيسي. كان الغرض من هذا المجلس هو توحيد جميع القادة من أجل تنسيق الهجمات على النظام الشيوعي والتخطيط لإعادة إعمار أفغانستان بعد سقوط النظام الشيوعي. هذا المسعى تم تخريبه من قبل الأحزاب السياسية الأفغانية التي رأت فقدان نفوذها فيه. يذكر أمين وردك في مذكراته أن مسعود لعب بالتأكيد الدور الأكثر غموضًا خلال مشاركته المتأخرة والمترددة في عملية التوحيد هذه.
في عام 1992، أثناء اندلاع الحرب في كابل في ظل رئاسة برهان الدين رباني، أجرى أمين وردك - ولأول مرة في تاريخ أفغانستان - انتخابات في ولاية وردك لانتخاب حاكمها. شهدها الدكتور جاي كوسي والدكتور جوزيف لويس رابيت من منظمة أطباء العالم أثناء وجودهما في وردك في ذلك الوقت. وفاز بها أخيه الأصغر روحاني وردك، وشغل هذا المنصب حتى وصول طالبان ثم قدم استقالته.

## مذكرات
في عام 2009، نشرت دار النشر الفرنسية Arthaud of Flammarion Group مذكرات حرب لأمين وردك.